# Alexotypa caradjai
Alexotypa caradjai är en fjärilsart som beskrevs av Diakonoff 1989. Alexotypa caradjai ingår i släktet Alexotypa och familjen Carposinidae. Inga underarter finns listade i Catalogue of Life.